# Erec i Enide
Erec i Enide (en francès, Érec et Énide) és un roman escrit per Chrétien de Troyes cap a l'any 1176. Seria, per tant, el primer roman d'aquest autor que ha arribat fins a nosaltres i el primer testimoni conegut del cicle artúric a llengua romanç.

## Característiques
Podríem dir que aquesta obra és una novel·la idíl·lica atípica, ja que el matrimoni no és el seu final ni és suficient per assegurar la felicitat dels protagonistes. En realitat, el matrimoni és gairebé el motor de la "novel·la": Enide s'enamora d'Erec pels seus dots cavallerescos. Al cap de poc es casen en la cort del Rei Artús. Durant uns anys, el protagonista masculí viu assossegadament al costat de la seva esposa, però no pot ser feliç, ja que ha abandonat la que era la seva raó de ser: la cavalleria. De manera que es posen en marxa els dos a la recerca d'aventures i proves. Després de sortir victoriosos de totes elles (en alguns casos gràcies a la inestimable ajuda de personatges que troben al seu camí, per exemple Guivret el Petit), tornen a la cort artúrica. Allà Erec s'assabenta de la mort del seu pare, el rei Lac. Finalment, el mateix Artús els corona a Nantes.